# Mateur (délégation)
Mateur est une délégation tunisienne dépendant du gouvernorat de Bizerte.
En 2004, elle compte 47 562 habitants dont 23 826 hommes et 23 736 femmes répartis dans 10 655 ménages et 10 922 logements.